# کارل هارتل
کارل هارتل (انگلیسی: Karl Hartl؛ ۱۰ مهٔ ۱۸۹۹ – ۲۹ اوت ۱۹۷۸) یک کارگردان و تدوین‌گر اهل اتریش بود. وی بین سال‌های ۱۹۱۷ تا ۱۹۶۲ میلادی فعالیت می‌کرد.

## فیلم‌شناسی
- شاهزاده و گدا (۱۹۲۰، تدوین‌گر)
- Masters of the Sea (۱۹۲۲، تدوین‌گر)
- A Vanished World (۱۹۲۲، تدوین‌گر)
- فردای نامشخص (۱۹۲۳، تدوین‌گر)
- Tragedy in the House of Habsburg (۱۹۲۴، تدوین‌گر)
- The Convict from Istanbul (۱۹۲۹)
- A Student's Song of Heidelberg (۱۹۳۰)
- Mountains on Fire (۱۹۳۱)
- Der Prinz von Arkadien (۱۹۳۲)
- The Countess of Monte-Christo (۱۹۳۲)
- F.P.1 antwortet nicht (۱۹۳۲)
- طلا (۱۹۳۴)
- Ride to Freedom (۱۹۳۷)
- The Man Who Was Sherlock Holmes (۱۹۳۷)
- زنی در رود (۱۹۳۹)
- اپرت (۱۹۴۰)
- Whom the Gods Love (۱۹۴۲)
- Der Engel mit der Posaune (۱۹۴۹)
- The Wonder Kid (۱۹۵۱)
- موتسارت (۱۹۵۵)